# François Lecointre
François Gérard Marie Lecointre (pronúncia em francês: [fʁɑ̃swa ʒeʁaʁ maʁi ləkwɛ̃tʁ]; nascido em 6 de fevereiro de 1962) é um general do exército francês que serviu como Grão-Chanceler da Ordem da Legião de Honra desde 1º de fevereiro de 2023. Anteriormente, ele serviu como Chefe do Estado-Maior das Forças Armadas (CEMA) entre 2017 e 2021.  
Filho de um oficial da marinha, Lecointre ingressou no Exército Francês em 1984. Como capitão, e tendo o Tenente Bruno Heluin (chefe de pelotão) como comandante da companhia, ele liderou um assalto na Batalha da Ponte Vrbanja em 1995, que foi a mais recente carga de baioneta das Forças Armadas Francesas.

## Biografia
François Lecointre nasceu em 6 de fevereiro de 1962 em Cherbourg   em uma família militar. Seu pai, Yves Urbain Marie Lecointre (5 de abril de 1932 - 17 de julho de 1985), foi um oficial naval e submarinista francês que serviu como comandante do SNLE Le Redoutable.   Um dos seus tios, Hélie de Roffignac, era um oficial de cavalaria que morreu na Argélia aos 23 anos.  Católico praticante, François Lecointre é casado desde 1986 e tem quatro filhas. 

## Carreira militar

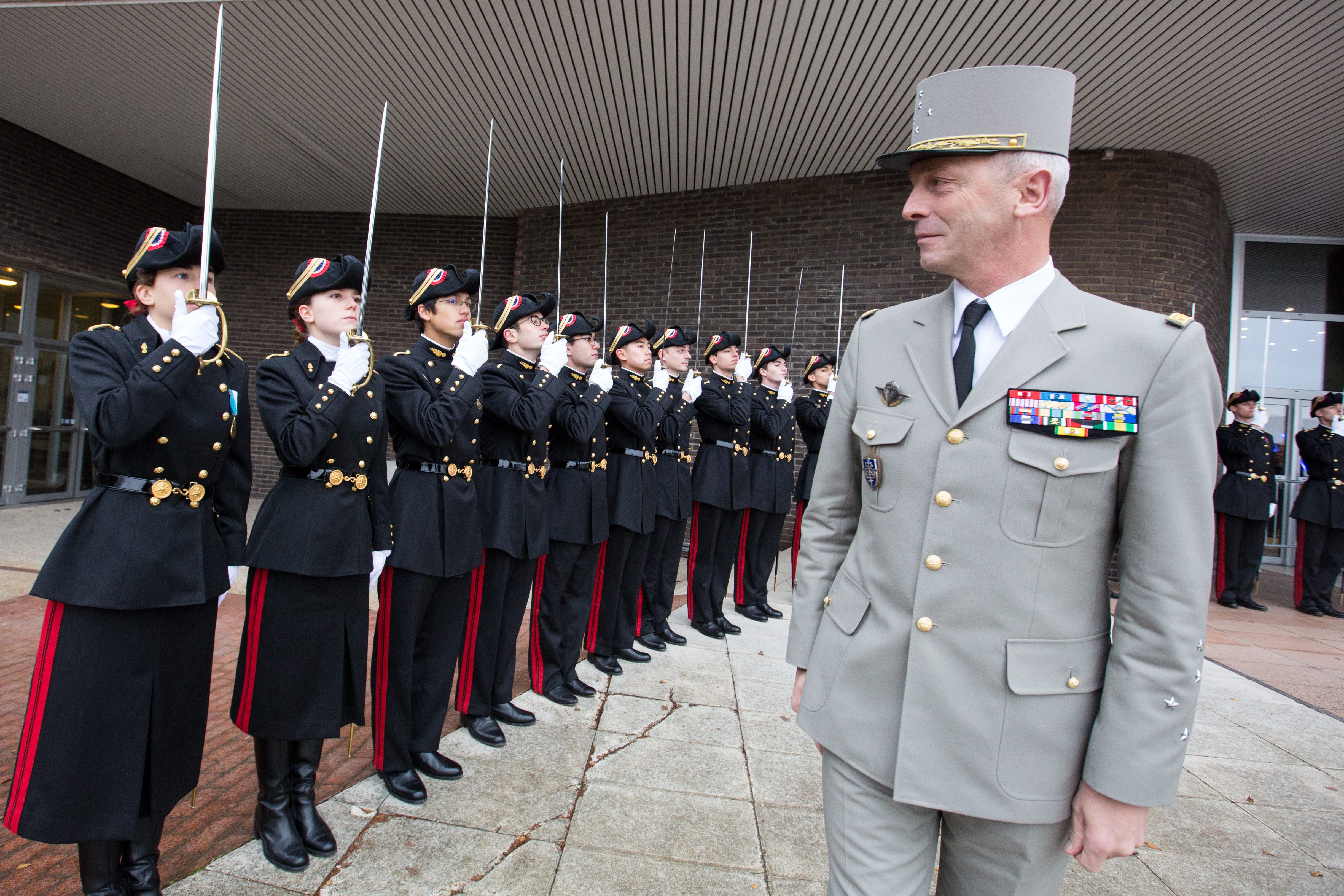
François Lecointre na École Polytechnique.

Lecointre frequentou aulas preparatórias na Prytanée National Militaire em La Flèche. Posteriormente estudou na Escola Militar Especial de Saint-Cyr (Promoção Général Monclar)  de 1984 a 1987 e depois na Escola de Infantaria de 1987 a 1988. 
Lecointre ingressou no 3º Regimento de Infantaria de Tropas de Marinha (3º RIMa), onde serviu de 1988 a 1991.  Lecointre foi promovido de tenente a capitão da infantaria de marinha em 1º de julho de 1991. 
De 1993 a 1996, ele foi comandante de companhia de combate do 3º RIMa em Vannes. Como capitão, Lecointre esteve envolvido na Operação Turquoise em 1994, em Ruanda. Ele comandou a 1ª companhia do 3º RIMa no Groupement Nord Turquoise.  Lecointre também se envolveu com as forças francesas sob o comando da Força de Proteção das Nações Unidas (UNPROFOR) durante a Guerra da Bósnia. Sob as ordens do General Hervé Gobilliard e do Coronel Erik Sandahl, Lecointre e o Tenente Bruno Heluin lideraram uma carga de baioneta para vencer a Batalha da Ponte de Vrbanja em 27 de maio de 1995.  Segundo o jornalista Jean Guisnel, o episódio mudou o rumo da guerra e levou à vitória na Bósnia. 
De 1996 a 1999, Lecointre foi instrutor em Saint-Cyr em Coëtquidan, no departamento de Morbihan, onde treinou cadetes em táticas militares. De 1999 a 2001, ele foi oficial estagiário na Escola Superior de Defesa Conjunta (hoje Escola Militar de Paris). Ele serviu então no gabinete do Chefe do Estado-Maior do Exército Francês (CEMAT), em Paris, no departamento de colheitas das forças de concepção do sistema. 
De 2005 a 2007, o Coronel Lecointre foi o comandante do 3º Regimento de Infantaria de Marinha em Vannes. De 2007 a 2008, estudou no Centro de Altos Estudos Militares (CHEM)  e foi auditor no Institut des hautes études de défense nationale (IHEDN) em Paris. 

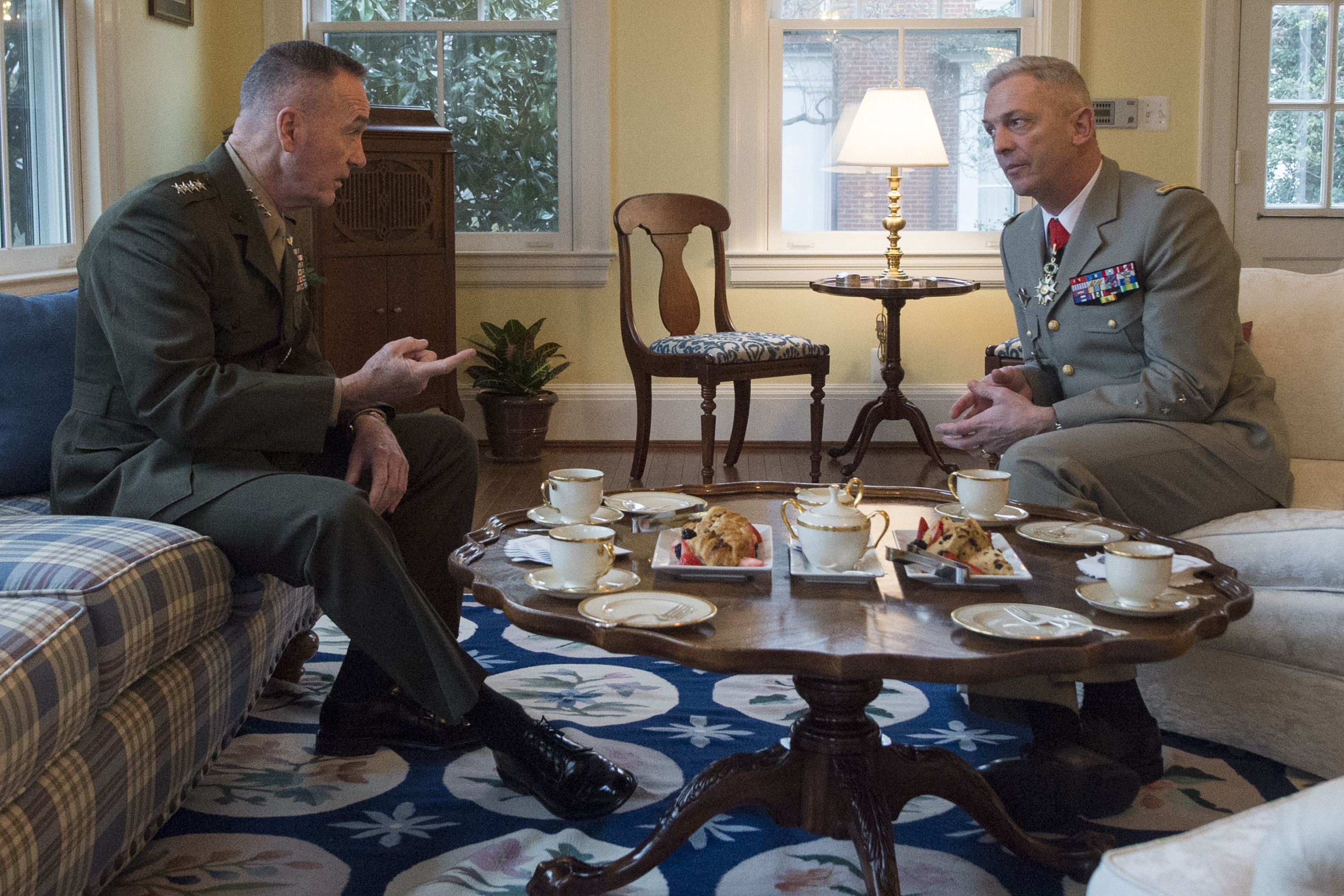
Joseph Dunford e François Lecointre durante sua primeira visita oficial a Washington, DC, em 2018.

Foi promovido a general de brigada em 1º de agosto de 2011; esteve no comando da 9ª Brigada de Infantaria de Marinha em Poitiers até 2013.  Lecointre foi posteriormente nomeado comandante da Missão de Formação da União Europeia no Mali, de janeiro a julho de 2013. 
Ele retornou ao quartel-general do CEMAT como chargé de mission, tornando-se vice-chefe do Estado-Maior das Forças Armadas para "síntese de desempenho" de 2014 a 2016. Lecointre foi promovido a general de divisão em 1º de janeiro de 2015. Chefe do gabinete militar do Primeiro-Ministro desde agosto de 2016,  Lecointre foi elevado por decreto do presidente François Hollande da primeira seção de oficiais generais ao posto de general de corpo de exército em 1º de março de 2017.
Em 20 de julho de 2017, Lecointre foi nomeado Chefe do Estado-Maior das Forças Armadas pelo Presidente Emmanuel Macron, após a renúncia do General Pierre de Villiers;  ele foi promovido ao posto de General de exército.  O General Lecointre fez a sua primeira visita oficial aos Estados Unidos em fevereiro de 2018, onde se encontrou com o seu homólogo americano, o Gal. Joseph Dunford, para discutir a guerra em curso contra o Estado Islâmico e o progresso no G5 do Sahel.  Em 21 de julho de 2021, Lecointre se aposentou do serviço ativo e foi sucedido pelo General Thierry Burkhard como Chefe do Estado-Maior das Forças Armadas (CEMA). Após um breve período longe dos olhos do público, ele foi elevado à Grã-Cruz e feito Grão-Chanceler da Ordem da Legião de Honra em 1º de fevereiro de 2023, sucedendo ao seu colega aposentado, o General Benoît Puga. 

## Postos
| Cadete                | Aspirante             | Segundo tenente     | Tenente              | Capitão             | Chefe de batalhão     |
| --------------------- | --------------------- | ------------------- | -------------------- | ------------------- | --------------------- |
|                       |                       |                     |                      |                     |                       |
| 1984                  | 1985                  | 1 de agosto de 1986 | 1 de agosto de 1987  | 1 de agosto de 1991 | 1 de dezembro de 1996 |
|                       |                       |                     |                      |                     |                       |
| Tenente-coronel       | Coronel               | General de brigada  | Divisão geral        | General do corpo    | General do exército   |
|                       |                       |                     |                      |                     |                       |
| 1 de dezembro de 2000 | 1 de dezembro de 2003 | 1 de agosto de 2011 | 1 de janeiro de 2015 | 1 de março de 2017  | 20 de julho de 2017   |

## Condecorações
| Concedorações              | Concedorações | Concedorações | Concedorações           |
| Concedorações nacionais    | Concedorações nacionais | Concedorações nacionais | Concedorações nacionais |
| Barreta                    | Nome | Data | Ref.                    |
| -------------------------- | --- | --- | ----------------------- |
|                            | Grã-Cruz da Ordem Nacional da Legião de Honra | 18 de janeiro de 2023 | [ 21 ]                  |
|                            | Grande Oficial da Ordem Nacional da Legião de Honra | 2 de julho de 2018 | [ 22 ]                  |
|                            | Comendador da Ordem Nacional da Legião de Honra | 28 de agosto de 2014 | [ 23 ]                  |
|                            | Oficial da Ordem Nacional da Legião de Honra | 14 de julho de 2006 | [ 24 ]                  |
|                            | Cavaleiro da Ordem Nacional da Legião de Honra | 23 de junho de 1995 | [ 25 ]                  |
|                            | Grã-Cruz da Ordem Nacional do Mérito | 18 de janeiro de 2023 |                         |
|                            | Comendador da Ordem Nacional do Mérito | 5 de maio de 2011 | [ 26 ]                  |
|                            | Oficial da Ordem Nacional do Mérito | 10 de dezembro de 2002 | [ 27 ]                  |
|                            | Comendador da Ordem das Palmas Académicas | 2023 |                         |
|                            | Comendador da Ordem das Artes e Letras | 2023 |                         |
| Condecorações militares    | | |                         |
| Barreta                    | Nome | Nome | Ref.                    |
|                            | Cruz de Guerra TOE - Estrela prateada e dourada (citação de nível de corpo)                                                                                   | Cruz de Guerra TOE - Estrela prateada e dourada (citação de nível de corpo)                                                                                   | -                       |
|                            | Cruz do Valor Militar - Palma de bronze e duas estrelas de bronze (citação de nível de exército, citação de nível de brigada e citação de nível de regimento) | Cruz do Valor Militar - Palma de bronze e duas estrelas de bronze (citação de nível de exército, citação de nível de brigada e citação de nível de regimento) | -                       |
|                            | Cruz do Combatente | Cruz do Combatente | -                       |
|                            | Medalha do Ultramar - Quatro barras | Medalha do Ultramar - Quatro barras | -                       |
|                            | Medalha da Defesa Nacional - Grau Prata com duas barras | Medalha da Defesa Nacional - Grau Prata com duas barras | -                       |
|                            | Medalha de Reconhecimento da Nação - Uma barra | Medalha de Reconhecimento da Nação - Uma barra | -                       |
|                            | Medalha Comemorativa Francesa - Uma barra | Medalha Comemorativa Francesa - Uma barra | -                       |
|                            | Medalha das Nações Unidas - UNOSOM II | Medalha das Nações Unidas - UNOSOM II | -                       |
|                            | Medalha das Nações Unidas - UNPROFOR - Barra SARAJEVO | Medalha das Nações Unidas - UNPROFOR - Barra SARAJEVO | -                       |
|                            | Medalha das Operação CSDP EUTM no Mali - Barra EUTM Mali | Medalha das Operação CSDP EUTM no Mali - Barra EUTM Mali | -                       |
|                            | Medalha do Estado-Maior CSDP EUTM no Mali - Barra EUTM Mali                                                                                                   | Medalha do Estado-Maior CSDP EUTM no Mali - Barra EUTM Mali                                                                                                   | -                       |
| Condecorações estrangeiras | | |                         |
| Barreta                    | Nome | País | Ref.                    |
|                            | Medalha da Libertação do Kuwait | Arábia Saudita | -                       |
|                            | Medalha da Libertação do Kuwait | Kuwait | -                       |
|                            | Grande Cordão da Ordem do Mérito Militar | Morrocos | -                       |
|                            | Grã-Cruz da Medalha Militar de Mérito Militar | Portugal |                         |
|                            | Grau de Ouro da Medalha de Valor Militar | Portugal |                         |
| ribbon bar                 | Estrela de Ouro e Prata da Ordem do Sol Nascente | Japão | -                       |
|                            | Medalha de Gratidão das Forças Armadas | Gabão | [ 28 ]                  |
|                            | Comandante da Ordem Nacional do Mali | Mali | [ 28 ]                  |
|                            | Comendador da Ordem Nacional do Leão | Senegal | [ 28 ]                  |
|                            | Comendador da Ordem Nacional do Chade | Chade | [ 28 ]                  |
|                            | Medalha Polonesa do 100º Aniversário do estabelecimento do Estado-Maior Geral das Forças Armadas Polonesas                                                    | Polônia | [ 28 ]                  |
|                            | Comendador da Legião do Mérito | Estados Unidos | -                       |
|                            | Grande Oficial da Ordem do Mérito da República Italiana | Itália | -                       |
| Distintivos                | | |                         |
| Insígnia                   | Nome | Nome | Nome                    |
|                            | Brevê paraquedista francês | |                         |
|                            | Distintivo do Chefe do Estado-Maior das Forças Armadas | |                         |

## Obras publicadas
- François Lecointre (dir.), Le soldat : XXe – XXIe siècle, Gallimard, col. « Fólio Histórico », 2018. Com prefácio do historiador francês Jean-Pierre Rioux. Este livro é uma coletânea de artigos publicados na revista francesa de estudos militares : Inflexions - Civils et militaires : pouvoir dire, da qual o General Lecointre foi diretor editorial em 2015–2017. [29]
- Entre guerres, Gallimard, 2024. [30]